# Белая леди (коктейль)
«Бе́лая ле́ди» (англ. White lady) — сауэр коктейль на основе джина и ликёра Куантро или Трипл-сека. Термин сауэр указывает на кислый сок цитрусовых и подслащающие компоненты. Готовят методом шейк & стрейн украшают долькой лимона и подают в коктейльной рюмке. Входит в число официальных коктейлей Международной ассоциации барменов (IBA), категория «Незабываемые» (англ. Unforgettables).

## История
Напиток был создан во времена сухого закона в США. На авторство коктейля «Белая леди» претендует Франция и США. Французские бармены считают, что коктейль был создан в честь оперы Франсуа-Адриен Буальдье «La Dame invisible». Американские бармены посвятили коктейль певице Элле Фицджеральд, которая в белом платье спела о замысловатой леди (англ. sofisticated lady). Многие бары и бармены готовили этот напиток во время сухого закона в Европе, так как богатые американцы предпочитали приезжать в Европу, чтобы легально употреблять алкоголь.

## Состав

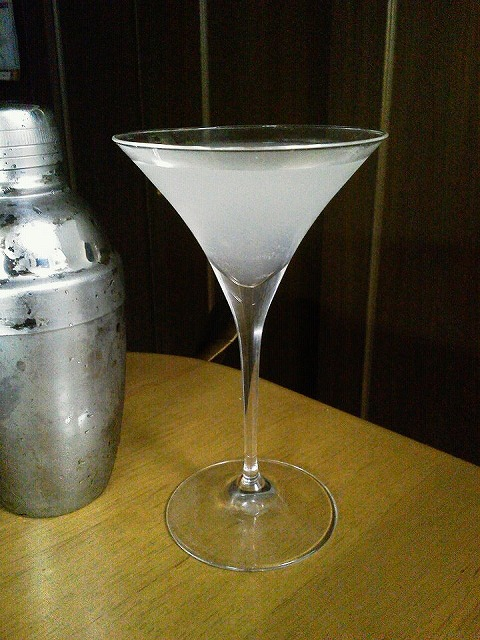
Коктейль «Белая леди»

«Белая леди» относят в категорию коктейль на весь день. Метод приготовления: шейк & стрейн. Подают в бокале для мартини, в качестве гарнира традиционно выступают долька лимона (цедра лимона):
- джин — 40 мл
- ликёр Куантро (или Трипл-сек) — 30 мл
- лимонный сок — 20 мл

Все компоненты взбивают в шейкере затем отфильтровывают в коктейльный бокал или бокал для мартини и украшают долькой лимона.